# Шталаг Х-B
«Шталаг X-B» (нем. Stalag X B) — шталаг, немецкий лагерь для военнопленных Второй мировой войны. Располагался недалеко от Зандбостеля, Нижняя Саксония, на северо-западе Германии. Существовал с 1939 по 1945 год. Из-за плохих условий, в которых заключённые содержались, тысячи людей умерли там от голода, болезней или были убиты охранниками. Оценки числа погибших варьируются от 8000 до 50 000 человек.

## Создание и функционирование
До создания лагеря для военнопленных на месте штлага был организован в 1932 году лагерь для безработных для привлечения их к общественным работам (дорожные работы, мелиорация).
В 1933 году лагерь использовался уже как нацистский для интернированных для нежелательных лиц.
В августе 1939 года комиссия военно-строительного управления решила создать лагерь для военнопленных . В сентябре началось строительство лагеря.
Начиная с сентября 1939 года прибыли первые военнопленные поляки. Первоначально были построены бараки примерно для 10 000 заключенных. Как только он начал функционировать, лагерь был разделен на несколько под лагерей:
- Шталаг, в котором содержатся военнослужащие из оккупированных стран (Польши, Бельгии, Нидерландов, Франции, Юго-Восточной Европы и Италии после перемирия). В 1941 году эта часть лагеря была объединена с другими лагерями;
- морской лагерь (Марлаг), контролируемый Кригсмарине;
- офицерский лагерь (Офлаг) для офицеров в котором содержатся британские моряки, морские пехотинцы и офицеры. Осенью 1941 года эта часть лагеря была перенесена в Вестертимке;
- Интернированный лагерь (Илаг), или лагерь для интернированных гражданских лиц вражеских стран, в том числе членов британского торгового флота. Этот участок также был перенесен в 1941 году в Вестертимке.

Сначала заключенных размещали в палатках, но с весны 1940 г. заключенные строили себе каменные хижины. Позже были добавлены сборные деревянные хижины. К 1941 году насчитывалось более 100 бараков, в которых размещались заключенные, а также туалеты, кухни, здания карцера и комендатуры. Кроме того, здесь была больница и исправительно-трудовой лагерь из двух хижин. К 1940 г., после взятия Франции, лагерь был переполнен. Затем шталаг был расширен, чтобы вместить в общей сложности 30 000 заключенных.
С осени 1941 г. части лагеря были расчищены или перемещены, чтобы освободить место для Советских заключенных, взятых во время "Операции Барбаросса".

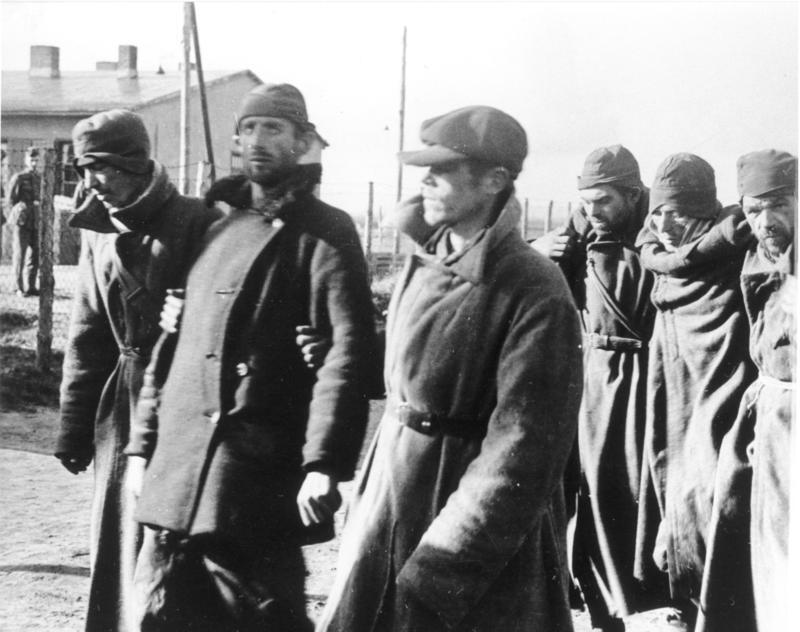
Советские военнопленные, 1941

Среди заключенных существовала четкая иерархия. На вершине были британские и американские военнопленные, с которыми в целом обращались правильно в соответствии с Женевской конвенцией и получали многочисленные пакеты помощи от Международного Красного Креста. Как следствие, они были сыты до самого конца войны. С заключенными из Западной Европы (французами, бельгийцами) также обращались как с военнопленными, но они получали меньшую помощь извне и недостаточное питание. Однако они поддерживали контакты с международными организациями помощи. Гражданам Сербии и Польши было отказано в доступе к внешним наблюдателям. Итальянцы, согнанные сюда после сентября 1943 года, считались предателями как немецкой охраной, так и другими заключенными, и находились на нижнем уровне иерархии. Их плохо кормили, и с осени 1944 года их заставляли работать в Вермахте или обращались с ними как с гражданскими принудительными работниками. Хуже всего были советские военнопленные. Им было отказано в статусе военнопленных, им не давали еды и не разрешали доступ к международным наблюдателям. У охранников была особая политика стрельбы на поражение. Из-за жестокого обращения и отсутствия жилья среди военнопленных вспыхнуло несколько эпидемий. Тысячи из них умерли от болезней, голода и жестокого обращения со стороны охранников. Их похоронили в братских могилах на лагерном кладбище (ныне военное кладбище).

## Освобождение

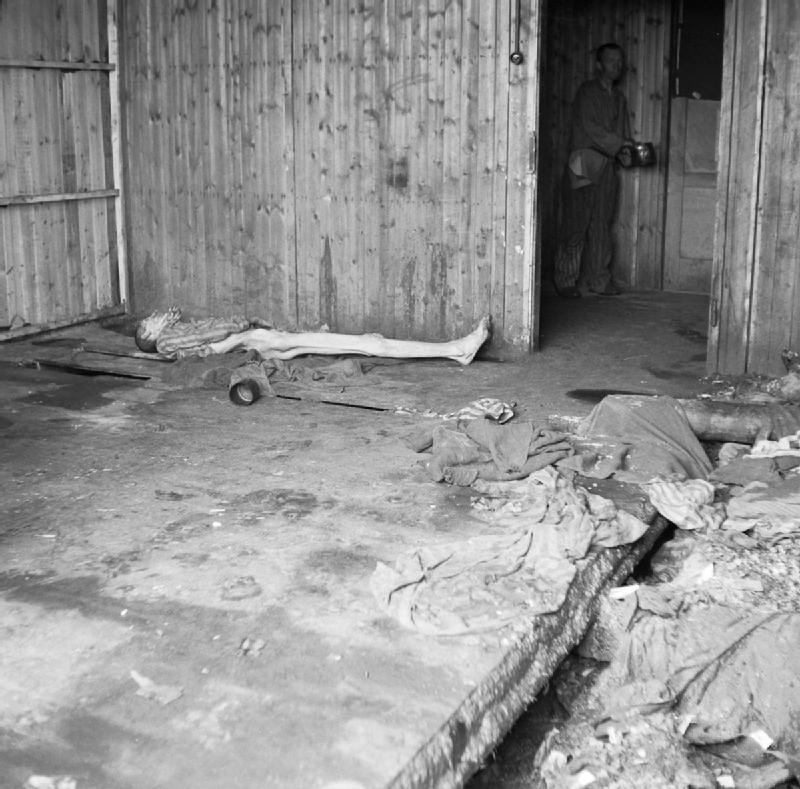
После освобождения лагеря в 1945 г.

Лагерь был освобожден 29 апреля 1945 г. Британскими войсками.
Англичане обнаружили в лагере около 15 000 выживших военнопленных, а также около 8 000 гражданских заключённых.
Условия были ужасающими. Тысячи заключенных недоедали и болели. Повсюду были трупы. Истощенные до костей заключенные бегали в поисках еды. Грязь и вонь ощущались издалека. 3000 заключенных умерли в первые четырнадцать дней после освобождения  в результате голода, тифа и других болезней. По словам членов британских войск, присутствовавших при освобождении, условия были настолько плохими, что они назвали шталаг «Маленьким Бельзеном», имея в виду Концентрационный лагерь Берген-Бельзен.
По оценкам, общее число людей, погибших здесь в 1939-1945 годах, колеблется от 8000 до 50 000 человек. Есть свидетельства как минимум 5162 погибших. СССР назвал в цифру 46 000 погибших.
Заключенных очистили и перевели в импровизированную больницу за пределами лагеря, а оттуда в лагеря для выздоравливающих.
Другие, более удобные хижины использовались британцами для размещения заключенных нацистов и членов СС, ожидающих суда.

## Кладбища
Первоначально погибших в Шталаге X-B хоронили на военном кладбище в Парневинкеле, где ранее находился лагерь военнопленных времен Первой мировой войны. Поскольку в 1940 году число смертей возросло, рядом с Сандбостелем, примерно в 1,2 км от лагеря, было создано второе кладбище.
С несоветскими и советскими военнопленными обращались по-разному даже после смерти. Первые были похоронены с воинскими почестями в отдельных могилах, вторые - в 70 братских могилах.
Кладбище в Сандбостеле состоит из двух частей. Греберфельд 1 включает в себя братские могилы. В 1954-56 годах на Греберфельд-2 поступило около 2400 погибших из числа бывших заключенных концентрационного лагеря, которых не удалось идентифицировать.

## Мемориал
Советский мемориал, был установлен на месте кладбища в 1945 году. Но он был взорван в 1956 году по приказу властей округа Бремерверде и Министерства внутренних дел Нижней Саксонии из-за чрезмерных заявлений мемориала о количестве жертв. Надпись на нем гласила: "Здесь покоятся 46 тысяч русских солдат и офицеров, замученных в фашистском плену.